# Alina Șerban
Alina Serban ( 29 de octubre de 1987) es una actriz y dramaturga de etnia Roma. Es famosa por escribir y presentar espectáculos con mensajes por la justicia social contra el racismo, el sexismo, la homofobia y todas las formas de discriminación.

## Estudios
- 2011-2012 Real Academia de Arte Dramático en Londres (MA programa de Laboratorio del Teatro)
- 2009 Escuela de las Artes Tisch en Universidad de Nueva York (programa de Artes Abiertas)[1]
- 2006-2009 Universidad Nacional de Teatro y Cine en Bucarest

## Teatro
Alina Serban se dio a conocer en la escena alternativa de teatro de Bucarest luego de presentar Declaro bajo mi propio riesgo, un monólogo escrito por ella misma. La obra, inspirada en la historia autobiográfica de la actriz, fue presentada en muchos países europeos, incluyendo Rumanía, Hungría, Francia e Italia. 
En 2013 Alina Serban presentó Declaro bajo mi propio riesgo en Gran Bretaña, en la Real Academia de Arte Dramático – RADA Festival. A esta presentación le siguió por otra en el festival Tara Artes en el 2014.
Mientras vivía en Londres, en el 2015, presenta Hogar, una obra que narra la historia de distintos inmigrantes que buscan una vida mejor en el Reino Unido. La obra ganó la competición de Rich Mix denominada Historias de Londres

Para el final del 2015, Serban presentó Roma-Sapiens en Berlín. Además, fue invitada a presentar Declaro bajo mi propio riesgo en el Festival de Literatura de Estocolmo
En el 2016 Alina Serban escribió, dirigió y actuó en La gran vergüenza. una obra de teatro que narra los aproximadamente 500 años de esclavitud Roma en los países de rumanos. En esta obra, la autora incluye documentos históricos poco conocidos

## Proyectos varios
| Año       | Título                                  | Papel                |
| --------- | --------------------------------------- | -------------------- |
| 2016      | A TRAVÉS DE MI PIEL                     | LEYLA                |
| 2016      | ROMEO Y JULIETA                         | MERCUTIO             |
| 2016      | DECLARO BAJO MI PROPIO RIESGO           | ALINA                |
| 2016      | LA VERGÜENZA GRANDE                     | MADGA                |
| 2016      | RIESGO                                  | INTÉRPRETE           |
| 2015      | ROMO SAPIENS                            | MIA                  |
| 2015      | ACERCA DE MÍ                            | ESCRITORA-INTÉRPRETE |
| 2015      | EL PROYECTO CASA                        | EL LIMPIADOR         |
| 2015      | RIESGO                                  | INTÉRPRETE           |
| 2014      | EL PROYECTO CASA                        | MACARENA             |
| 2014      | CAMPEONATO MUNDIAL DE NIÑOS DE LA CALLE | INTÉRPRETE           |
| 2014      | DECLARO BAJO MI PROPIO RIESGO           | ALINA                |
| 2012-2013 | QUIERE SABER UN SECRETO ?               | INTÉRPRETE           |

## Cine
| Año  | Título                 | Papel          |
| ---- | ---------------------- | -------------- |
| 2017 | SOLA EN MI PROPIA BODA | Protagonista   |
| 2016 | SANGRE DE MI SANGRE    | Giuberina      |
| 2015 | RÁPIDO DE MATAR        | KATHERIN MCKAY |

En 2017 La película Sola en mi propia boda, en la cual Alina es protagonista, participa como parte de la selección de la sección de ACID Cannes, del Festival de Cannes.

## Televisión
| Año       | Título                           | Papel             |
| --------- | -------------------------------- | ----------------- |
| 2016      | HOLOCAUSTO                       | SORA              |
| 2011      | CENSO                            | LA MUJER FRANCESA |
| 2008-2009 | UNA HISTORIA SOBRE LA CHICA      | INTÉRPRETE        |
| 2007      | EL ÚLTIMO ENEMIGO - SERIE de BBC | NADIR             |